# Alexanderpaleis

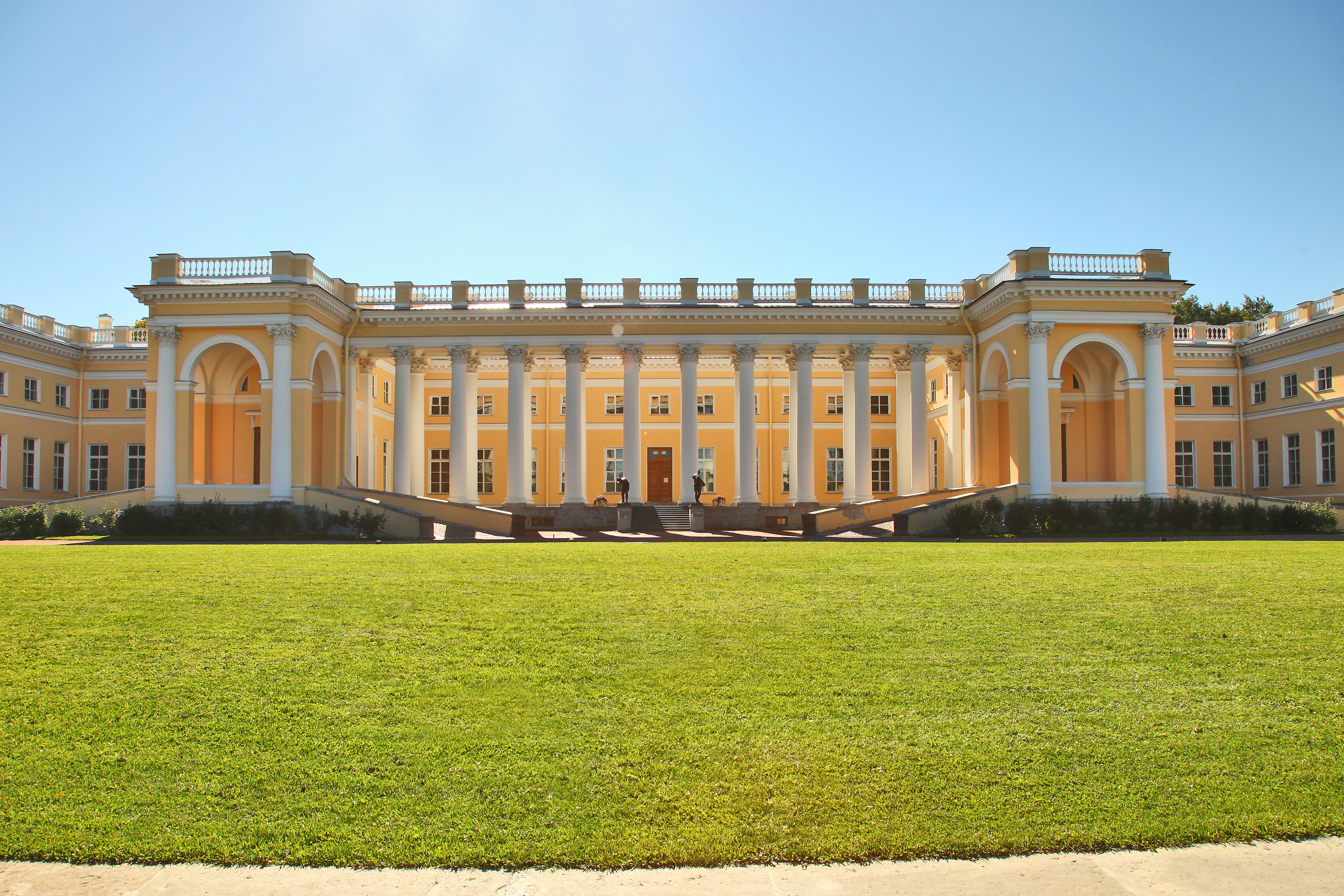
Alexanderpaleis in Poesjkin

Het Alexanderpaleis (Russisch: Александровский дворец, Aleksandrovskij dvorets) is een voormalige keizerlijke residentie in Tsarskoje Selo, thans Poesjkin, 30 kilometer ten zuiden van St. Petersburg in Rusland. Tsarina Catharina II van Rusland liet dit paleis tussen 1792 en 1796 bouwen voor haar kleinzoon Alexander I van Rusland. Het neoclassicistische paleis werd ontworpen door architect Giacomo Quarenghi. Alexander I en zijn familie gebruikten het als zomerverblijf.
Het paleis was de favoriete residentie van de laatste tsaar Nicolaas II van Rusland. Na de Russische Revolutie die een einde maakte aan de Romanov dynastie, verbleef de keizerlijke familie hier in huisarrest, waarna zij op diverse plaatsen gevangen werden gehouden en vervolgens vermoord.
Het Alexanderpaleis ligt in het Alexanderpark, niet ver van het grotere Catharinapaleis. Het paleis is thans een museum waar voorwerpen van de keizerlijke familie en een collectie historische kostuums te zien zijn.